# Lucifer Incestus
Albums de Belphegor
Infernal Live Orgasm
(2002) Goatreich-Fleshcult
(2005)
Lucifer Incestus est le quatrième album studio du groupe de black metal autrichien Belphegor. L'album est sorti le 24 novembre 2003 sous le label Napalm Records.
Le titre Diaboli Virtus in Lumbar Est est la traduction en latin de "la vertu du Diable est dans ses reins".

## Liste des morceaux
| No | Titre                         | Durée |
| -- | ----------------------------- | ----- |
| 1. | Inflamate Christianos (Intro) | 0:33  |
| 2. | The Goatchrist                | 4:19  |
| 3. | Diaboli Virtus in Lumbar Est  | 3:49  |
| 4. | Demonic Staccato Erection     | 5:01  |
| 5. | Paradise Regained             | 4:12  |
| 6. | Fukk the Blood of Christ      | 5:47  |
| 7. | Lucifer Incestus              | 2:44  |
| 8. | The Sin-Hellfucked            | 5:44  |
| 9. | Fleischrequiem 69 (Outro)     | 4:16  |